# Árpád Vajda
Árpád Vajda [ˈaːrpaːd ˈvɒjdɒ] (* 2. Mai 1896 in Rimaszombat (dt. Großsteffelsdorf), Österreich-Ungarn, heute Rimavská Sobota, Slowakei; † 25. Oktober 1967 in Budapest) war ein ungarischer Schachmeister.

## Leben
Vajdas Vater war Journalist, die Familie ist von Rimaszombat nach Paks, später nach Zalaegerszeg gezogen. Schach kannte Vajda seit seiner Kindheit, die ersten Partien spielte er mit seiner Großmutter. Als Neunjähriger vertiefte er, inspiriert von den Erfolgen und Partien des ungarischen Großmeisters Géza Maróczy, seine Beschäftigung mit dem Spiel.
Vajda hat das Gymnasium in Nitra angefangen, in Zalaegerszeg fortgesetzt und in Budapest die Matura abgelegt. In den Jahren 1916 bis 1918 nahm er als Soldat am Ersten Weltkrieg teil. Vajda studierte Recht und Staatswissenschaften an der Loránd-Eötvös-Universität, wo er 1921 promovierte. Bis zu seinem Ruhestand blieb er im Staatsdienst bei der ungarischen Polizei.
Vajda war seit 1913 Mitglied des Budapester Schachklubs, dem Nachfolger des Pester Schachklubs. Er war der letzte Vorsitzende bei der Auflösung im Jahr 1951. Beim ungarischen Schachverband war er 1945 bis 1949 Mannschaftsführer, dann Mitglied des Präsidiums. Vajda war Mitglied der Redaktion von Magyar Sakkvilág in den Jahren 1922 bis 1950 und auch später hat er in der Schachzeitschrift viel publiziert. Ihm wurde 1956 die Sportverdienstmedaille in Gold verliehen.
Im Jahre 1928 gewann Vajda in Budapest die Meisterschaft von Ungarn. Vajda nahm mit Ungarn an den Schacholympiaden 1927, 1928, 1930, 1931, 1933 und 1937 teil. Mit der Mannschaft gewann er 1927 und 1928 und erreichte 1930 und 1937 den zweiten Platz.
Außerdem vertrat er Ungarn bei den inoffiziellen Schacholympiaden 1924, 1926 und 1936. Mit der Mannschaft gewann er 1926 und 1936 und erreichte 1924 den zweiten Platz.
Weitere Erfolge waren Platz 2 1923 in Portsmouth, Platz 5 1927 in Kecskemét und Platz 4 in Budapest 1929. 1950 erhielt er den Titel Internationaler Meister.